# فیوری (کمیک)
فیوری اسم رمزی است که سه ابرقهرمان دی‌سی کامیکس از آن استفاده می‌کنند و دو نفر از آن‌ها مادر و دختر هستند و مستقیماً با الهه‌های انتقام در ارتباط هستند. ابرقهرمان سوم هم یک شخصیت کاملاً متفاوت است. 

## قدرت‌ها و توانایی‌ها
فیوری قدرت، سرعت و پایداری فراانسانی، حواس پیشرفته و طول عمر زیاد، همدلی حیوانی و فاکتور بهبودی احیاکننده دارد. او در مقابل جادو نیز مصون است. 